# قره‌کول (شهرستان شالقار)
قره‌کول (قزاقی: Қаракөл) یک دریاچه در استان آق‌تپه کشور قزاقستان است.